# Chelyocarpus ulei
Chelyocarpus ulei es una especie de palmera nativa del oeste de la  Amazonia.

## Descripción
Chelyocarpus ulei es una palmera de un solo tallo con las hojas en forma de abanico. El tallo alcanza de 1 a 8 metros  de altura y 4 a 7 centímetros de diámetro.

## Taxonomía
Chelyocarpus ulei fue descrita por Carl Dammer en 1920 y publicado en Notizblatt des Botanischen Gartens und Museums zu Berlin-Dahlem 7: 395. 1920.
Etimología
Chelyocarpus: nombre genérico que deriva de las palabras latinas chelys = tortuga, y carpos = frutos, en referencia a la superficie agrietada de la fruta que se asemeja al caparazón de una tortuga.
Sinonimia
- Tessmanniophoenix longibracteata Burret[3]